# Grijze korstkogelzwam
De grijze korstkogelzwam (Nemania serpens) is een schimmel behorend tot de familie Xylariaceae. Hij leeft saprotroof op dode takken en stammen van loofbomen in bossen, lanen en parken. Hij is bekend van berken, Fagus, populieren, zomereik, schietwilg en kraakwilg.

## Determinatie

### Uiterlijke kenmerken
Op het substraat vormt het verspreide kussens met een onregelmatige ellipsvormige vorm, 4–50 mm lang, 2–10 mm breed en 0,5–0,8 mm dik. Soms versmelten aangrenzende delen samen tot grotere en onregelmatige plekken. De rand eindigt abrupt, zonder een dunner wordende laag hyfen. Het oppervlak is donkerbruin tot zwart van kleur, met zichtbare, minder vaak onopvallende kegels met ostiolen. Jonge onderstammen zijn bedekt met een laag hyfen van de aseksuele vorm (anamorf) met een kleur variërend van grijs tot beige. De peritheciën zijn bijna bolvormig, 0,5–0,7 mm in diameter. Ostiolen papillair, meestal breed conisch, zwart. 

### Microscopische kenmerken
De asci zijn cillindrisch afmetingen 75–90 µm × 6–8 µm met niet-amyloïde apicaal apparaat. Apicale aanhangsels hebben de vorm van een omgekeerde hoed, 2,7–3,4 µm hoog en 2–2,7 µm breed. De ascosporen zijn bleek olijfbruin, ellipsvormig, niet gelijkzijdig, met breed afgeronde uiteinden, soms licht worstvormig, in één of twee rijen in de zak gerangschikt, met een korte, nauwelijks zichtbare kiempore en meten 10,5–14 × 4–5,5 µm.

## Verspreiding
Grijze korstkogelzwam komt voor op alle continenten behalve Antarctica. In Europa is het de meest voorkomende Nemania-soort. In Nederland komt de grijze korstkogelzwam algemeen voor.